# 상무 배구단
상무 배구단은 2005년부터 2012년까지 한국 배구 연맹에 속했던 국군체육부대 소속 배구단이며 현재는 한국 실업 배구 연맹 소속팀으로 실업 배구의 강호로 손꼽힌다.

## 역사
1951년 육군 특무대 배구단으로 창설되어 1982년 군 체육팀 통합에 따라 육군체육지도대에 통합되었고 1984년 이를 모태로 출범한 국군체육부대에 소속되었다. 1992년 대통령배 대회에서 고려증권을 꺾고 우승을 차지한 적이 있다. 2008년에 신용협동조합중앙회가 후원하여 이름을 신협상무 배구단으로 이름을 바꾸었고, 2010년에 다시 상무신협 배구단으로 이름을 바꾸었다.

### 승부조작 사건
프로 원년부터 2012년까지 프로 배구에 초청팀 자격으로 참여하였으나 2012년 2월 승부조작 사건으로 5·6라운드 잔여 10경기에 불참한 채 V-리그에서 퇴출되었는데 당시 감독이었던 최삼환도 자격 정지로 물러났으며 박삼용이 새 감독이 된 이후 한국 실업 배구 연맹으로 이동하였다.

### KOVO컵 출전
2015년과 2016년 청주 KOVO 컵대회에 초청팀으로 참가했음에도 조별리그에서 모두 3전 전패를 기록하다가 2019년 순천·MG새마을금고 KOVO컵 대회 조별리그에서 수원 한국전력 빅스톰을 세트스코어 3-1로 꺾는 이변을 연출하며 마침내 KOVO컵 대회 사상 첫 승을 신고했다.

## 주요 성적

### V-리그(2005년-2012년)
- 2005 시즌 6위
- 2005-06 시즌 5위
- 2006-07 시즌 6위
- 2007-08 시즌 5위
- 2008-09 시즌 5위
- 2009-10 시즌 7위
- 2010-11 시즌 7위
- 2011-12 시즌 7위

### 실업배구
주요 대회 10회 우승, 8회 준우승
- 2014년
  - 삼성화재배 제69회 전국 종별 배구 선수권 대회 남자부 우승
  - 2014년 한국 실업 배구 연맹 회장배 종합 선수권 대회 우승
  - 제95회 전국 체육 대회 준우승

- 2015년
  - 2015년 한국 실업 배구 연맹전 준우승
  - 제 70회 전국 종별 배구 선수권 대회 남자부 우승
  - 2015년 KOVO컵 대회 조별리그
  - 2015년 한국 실업 배구 연맹 회장배 종합 선수권 대회 우승
  - 2015년 경북 문경 세계 군인 체육 대회 우승
  - 제96회 전국 체육 대회 우승

- 2016년
  - 2016년 한국 실업 배구 연맹전 우승
  - 제71회 전국 종별 배구 선수권 대회 우승
  - 2016년 한국 실업 배구 연맹 회장배 종합 선수권 대회 우승
  - 2016년 세계 군인 체육 대회 준우승
  - 2016년 KOVO컵 대회 조별리그
  - 제97회 전국 체육 대회 준우승

- 2017년
  - 2017년 한국 실업 배구 연맹전 우승
  - 2017년 한국 실업 배구 연맹 종합 선수권 대회 준우승

- 2018년
  - 2018년 한국 실업 배구 연맹전 준우승
  - 2018년 한국 실업 배구 연맹 종합 선수권 대회 준우승

- 2019년
  - 2019년 한국 실업 배구 연맹 종합 선수권 대회 준우승
  - 2019년 KOVO컵 대회 조별리그

## 역대 감독
- 1968~1984: 엄병덕
- 1984~2012.6.30: 최삼환[1]
- 현재: 박삼용

## 2025~2026 시즌 선수명단
- 감독: 박삼용
- 코치: 윤동환

| 번호 | 포지션 | 선수명 | 생년월일              | 입대전 소속팀                |
| ---- | ------ | ------ | --------------------- | ---------------------------- |
| 13   | 라이트 | 박찬웅 | 1997년 8월 13일(27세) | 수원 한국전력 빅스톰         |
| 1    | 라이트 | 임동혁 | 1999년 3월 9일(26세)  | 인천 대한항공 점보스         |
| 3    | 세터   | 김명관 | 1997년 9월 8일(27세)  | 천안 현대캐피탈 스카이워커스 |
| 6    | 세터   | 신승훈 | 2000년 5월 5일(25세)  | 의정부 KB손해보험 스타즈     |
| 16   | 레프트 | 정성규 | 1998년 6월 9일(27세)  | 서울 우리카드 위비           |
| 15   | 레프트 | 홍동선 | 2001년 5월 16일(24세) | 천안 현대캐피탈 스카이워커스 |
| 7    | 레프트 | 홍상혁 | 1998년 7월 20일(26세) | 의정부 KB손해보험 스타즈     |
| 10   | 리베로 | 장지원 | 2001년 3월 7일(24세)  | 수원 한국전력 빅스톰         |
| 19   | 센터   | 양희준 | 1999년 6월 12일(26세) | 대전 삼성화재 블루팡스       |
| 2    | 세터   | 강정민 | 2002년 2월 7일(23세)  | 안산 OK저축은행 읏맨         |
| 4    | 레프트 | 손준영 | 1999년 4월 2일(26세)  | 의정부 KB손해보험 스타즈     |
| 9    | 레프트 | 이준   | 1999년 7월 30일(25세) | 인천 대한항공 점보스         |
| 11   | 레프트 | 김완종 | 1999년 9월 1일(25세)  | 서울 우리카드 위비           |
| 14   | 리베로 | 안지원 | 2000년 4월 23일(25세) | 대전 삼성화재 블루팡스       |
| 12   | 레프트 | 박성진 | 2000년 1월 25일(25세) | 안산 OK저축은행 읏맨         |
| 17   | 레프트 | 배상진 | 2000년 8월 25일(24세) | 의정부 KB손해보험 스타즈     |
| 5    | 리베로 | 송민근 | 2000년 1월 6일(25세)  | 인천 대한항공 점보스         |

## 같이 보기
- 국군체육부대